# Сибирский 29-й стрелковый полк
29-й сибирский стрелковый полк — пехотная воинская часть Русской императорской армии.
Полковой праздник — 16 августа.
Старшинство по состоянию на 1914: 31 августа 1771.

## История
Сформирован 31 августа 1771 как Бийский пограничный гарнизонный батальон для Кузнецкой линии. 31 августа 1797 года переформирован в Гарнизонный генерал-майора Богданова 3-го полк однобатальонного состава. 4 марта 1800 как Батальон полковника Бегунова вошёл в состав Гарнизонного генерал-майора Ретюнского полка.
22 июля 1801 года выделен как самостоятельный Бийский гарнизонный батальон. В 1825 году переведён на Ишимскую Линию в Пресновскую и Пресногорьковскую крепости. 2 июля 1826 года переименован в Пресногорьковский гарнизонный батальон.
19 апреля 1829 года переименован в Сибирский линейный № 2 батальон, 18 марта 1865 года — во 2-й Сибирский линейный батальон, 6 августа 1865 года — во 2-й Западно-Сибирский линейный батальон.
В конце 1880-х годов переведён на Дальний Восток. 30 апреля 1891 года переименован в 8-й Восточно-Сибирский линейный батальон. 14 июня 1896 года развёрнут во Владивостокский крепостной пехотный полк пятибатальонного состава. 17 октября 1899 года переформирован в 1-й Владивостокский крепостной пехотный полк трёхбатальонного состава.
30 октября 1903 года переформирован в 29-й Восточно-Сибирский стрелковый полк двухбатальонного состава.
10 февраля 1904 года приведён в трёхбатальонный состав. К лету 1905 года приведён в четырёхбатальонный состав. 20 февраля 1910 года переименован в 29-й Сибирский стрелковый полк.
Осенью 1914 года полк понёс большие потери в Польше и Восточной Пруссии. К 21 декабря в полку оставалось 37 офицеров и 2811 нижних чинов (некомплект — 41 офицер и 828 нижних чинов).
1915 год полк провёл в обороне, а 21 декабря был выведен в резерв корпуса. 22 декабря сводная рота полка под командованием поручика Яковлева участвовала в Высочайшем смотре в районе станции Красно. 1916 год полк провёл в позиционных боях в Белоруссии.
В январе 1917 выделил кадр на формирование 67-го Сибирского стрелкового полка. Осенью того же года 67-й полк был расформирован, а его личный состав зачислен в 29-й полк.

## Боевые кампании полка
- С момента формирования и до 1820-х стоял на Сибирской линии на границе с Китаем.
- В 1820-х—1870-х участвовал сначала в оборонительных, а потом и в наступательных действиях Российской империи в Средней Азии.
- В 1896—1905 годах входил в гарнизон Владивостокской крепости.
- Первая мировая война 1914—1918.

## Знаки отличия полка к 1914
- Юбилейное простое знамя с юбилейной александровской лентой «1771—1871»

## Командиры полка
- 10.12.1908 — 13.02.1914 — полковник Камберг, Александр Иванович
- 25.02.1914 — 25.10.1915 — полковник Смирнов, Сергей Васильевич
- 21.11.1915 — после 11.01.1917 — полковник Басов, Козьма Терентьевич

## Известные люди, служившие в полку
- Арсеньев, Владимир Клавдиевич — путешественник, краевед, этнограф и писатель. В полку служил в 1900—1906 годах. Заведовал полковой учебной командой (1900—1902) и охотничьей командой полка (1902—1904)[3].
- Сурменев, Владимир Георгиевич — комендант Владивостока.
- Щетинкин, Пётр Ефимович — один из руководителей советского партизанского движения в Енисейской губернии.